# Дарна (телесериал, 2009)
«Дарна» (англ. Darna) — филиппинский телесериал, основанный на одноимённом персонаже, созданном писателем Марсом Равело и художником Нестором Редондо. Режиссёры Доминик Сапата и Дон Майкл Перес, в главной роли снялась Мариан Ривера. Премьера состоялась 10 августа 2009 года в составе сети «Telebabad», заменив телесериал «Zorro». Сериал завершился 19 февраля 2010 года, в общей сложности 140 эпизодов. Он был заменен на сериал «Panday Kids» в своем временном интервале.

## В ролях
Главная роль
- Мариан Ривера —  Нарда / Дарна / Злая Дарна / Экс-О / Феникс[1]

Второстепенные роли
- Марк Энтони Фернандес — Эдуардо / Чёрный всадник
- Деннис Трилло — Панчо
- Ива Мото — Валентина
- Надин Самонте — Рома / Babaeng Impakta[2]
- Эхра Мадригал — Армида / Babaeng Lawin[3]
- Франсин Прието как Люцифер / Babaeng Tuod[4]
- Мэгги Уилсон — Октавия Моран / Лутгарда Моралес / Babaeng Linta[5]
- Рошель Пангилинан —  Дебора Сантос
- Джеки Райс — Хелена / Хельга
- Роксана Барсело — Алель
- Бубой Виллар Кардинг «Динг» Сантос
- Руфа Мэй Куинто — Франческа
- Раймарт Сантьяго — Крисанто
- Альфред Варгас — Габриэль
- Криста Кляйнер — Либерти
- Поло Равалес — Широ

Гостевые роли
- Акихиро Сато — как Владимир
- Морин Ларразабаль —Дина Арсилла
- Катрина Халили — Серпина / Валентина
- Паоло Контис — Кобра
- Реджина Веласкес — Электра
- Ангельчик Акуино — оригинальная Дарна[6]
- Каридад Санчес — Лоленг
- Селия Родригес — Перфекта
- Майк «Пекто» Накуа — Джерри
- Джон Фейр — Томас
- Эдди Гарсия — Падре Матео
- Рики Давао — доктор Морган
- Гэбби Эйгенманн — Аполлон
- Беарвин Мейли — Уотсон
- Ренц Валерио — молодой Эдуардо
- Джестони Аларкон — Саймон
- Рита Авила — Алисия
- Анджели Николь Саной — молодая Нарда
- Джон Апайбл — Нестор
- Жанис де Белен — Алинг Консуэло
- Свит Рамос — молодая Валентина
- Аллан «Мура» Падуя — Импи
- Человек Сабрина — молодая Серпина
- Хейден Хо — Дэнни
- Элла Гевара — Нарда II

## Реакция

### Рейтинги
Согласно рейтингам домашнего телевидения AGB Nielsen Philippines Mega Manila, пилотная серия получила рейтинг 44,1%. Финальный серия получил рейтинг 32,9%.

### Критика
Сериал получил положительные отзывы, Нестор Торре из «Philippine Daily Inquirer» сказал, что пилотная серия «громкий и яростный». Торре продолжает упоминать: «…два спектакля выделяются, потому что они «другие». Первый — это изображение Дженис де Белен Консуэло, матери Валентины. Характеристика Де Белен выдающаяся, потому что она глубоко ощущается, но не перегружена…» и «другое интересное выступление до сих пор сдаётся Ивой Мото в роли Валентины. С помощью творческого сценария её персонаж более трагичен и противоречив, чем прошлые версии сюжета».
Сценарий Джун Ланы также был высоко оценен Торре за создание «ужасной тайны Валентины, изначально причиняющей ей боль, а не превращающей её в мстительного монстра, а остракизм, от которого она страдает, чрезвычайно усугубляет её одиночество и горе, которые облегчает только её единственная подруга Нарда. Конечно, ирония во всём этом заключается в том, что Нарда в конечном итоге превратится в супергероиню Дарну, с которой Валентина должна сражаться до смерти». Лана рассказала журнала «Manila Bulletin», что эта версия Дарны будет «совершенно другой», особенно с персонажами, он упоминает «а что, если Нарда не хочет стать Дарной?» — тема, которая никогда не затрагивалась в других версиях графического романа.